# Ilagan
Ilagan – miasto na Filipinach, położone w regionie Dolina Cagayan, w prowincji Isabela, na wyspie Luzon.

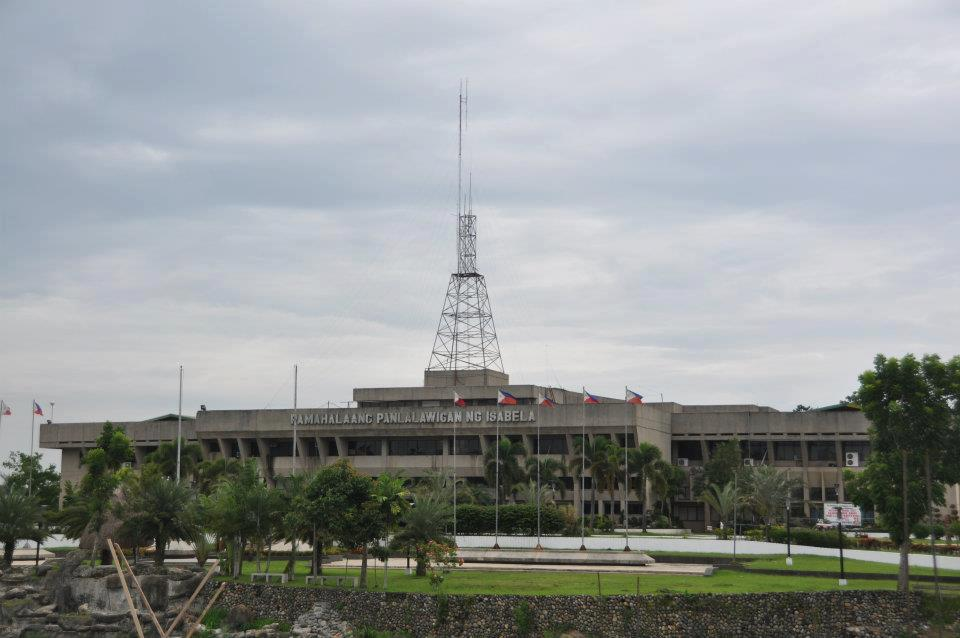
Kapitol prowincji Isabela w Ilagan

## Opis
Miasto zostało założone w 1686 roku. 1 maja 1856 r. Ilagan został stolicą prowincji. Ilagan był miejscem buntu w 1763 roku na Izabeli prowadzonego przez Dabo i Marayaga przeciwko zbieraniu danin, egzekwowaniu monopolu tytoniowego i innym nie do zniesienia nadużyciom popełnionym przez braci podczas hiszpańskiego reżimu. Dziś Ilagan przeżywa okres rozkwitu gospodarczego, odgrywając kluczową rolę dla Isabela uznawanej za spichlerz kukurydzy i ryżu w Luzon.

## Atrakcje turystyczne
- Park Narodowy Fuyot Spring - położony jest ok. 20 km na wschód od miasta. Został założony w 1938 roku i jest jednym z najstarszych parków narodowych na Filipinach.

## Edukacja
- Isabela State University Ilagan Campus[2]

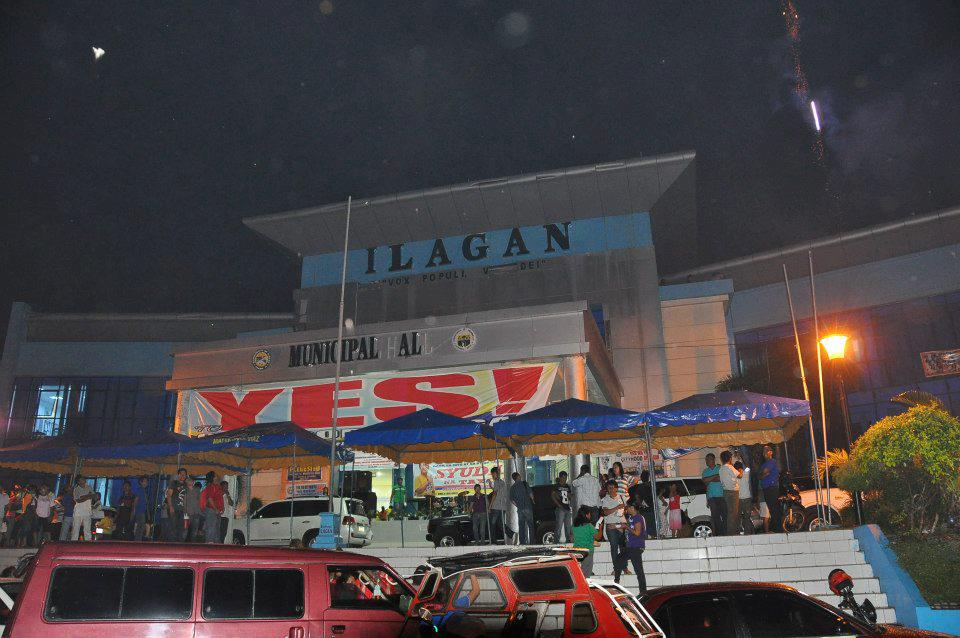
Ratusz w Ilagan